# Маккенн, Дэниэл
Дэниэл «Дэнни» Маккенн (англ. Daniel "Danny" McCann; 30 ноября 1957, Белфаст — 6 марта 1988, Гибралтар) — ирландский националист, член Ирландской республиканской армии (её «временного» крыла), убитый британскими солдатами службы SAS в Гибралтаре в рамках операции «Флавиус».

## Биография
Родился в семье ирландских республиканцев в квартале Клонард в Западном Белфасте, учился в школе имени Святого Галла и школе Святой Марии на Глен-Роуд в Белфасте. Среднее образование так и не получил, потому что был арестован по обвинению в участии в беспорядках. Осуждён на полгода тюрьмы за агрессивное поведение, в том же году вступил в ряды ИРА. За незаконное хранение взрывчатки позднее осуждён на два года. Согласно данным Королевской полиции Ольстера, в 1987 году вместе с Шоном Сэвиджем Маккенн успешно организовал покушение на двух полицейских в доках Белфаста.
В 1988 году вместе с Майред Фаррелл все трое были отправлены в Гибралтар, чтобы организовать там теракт: по плану они должны были взорвать бомбу в городе в момент прохождения британского военного оркестра, который еженедельно проводил парад во время смены караула перед дворцом губернатора. К несчастью для боевиков, об этом узнали спецслужбы Великобритании; хуже всего было, что спецслужбы решили, что бомба уже заложена. Всех троих боевиков остановили около автозаправки Shell на Уинстон-Черчилль-Авеню, которая вела к аэропорту Гибралтара и испанской границе. По заявлению SAS, Маккенна подстрелили на месте, как только он попытался сбежать с подозрительной на вид сумкой: спецназовцы решили, что он собирался взорвать автомобиль. Когда подобные действия повторила Фаррелл, её застрелили на месте точно так же. Сэвидж попытался засунуть руку в карман и вытащить оттуда что-то, но и его расстреляли в упор.
В Маккенна совершили пять выстрелов, в Фаррелл — восемь, в Сэвиджа — от 16 до 18 по разным оценкам. Материалы для бомбы — в том числе 64 килограмма семтекса — нашли в автомобиле в 36 милях от границы на территории Испании. Автомобиль опознали по ключам, обнаруженным в мешке Фаррелл. Но при обыске в итоге не было найдено ни холодного, ни огнестрельного оружия, ни детонаторов, ни каких-либо бомб и гранат — ни единого предмета, которое классифицируется как оружие. Автомобиль, на котором прибыли все трое, был обнаружен через два дня.

## Память
- На 16 марта 1988 были запланированы похороны всех троих погибших, однако они превратились в очередную кровавую бойню: на кладбище Миллтаун лоялист Майкл Стоун организовал теракт, убив трёх повстанцев ИРА. Полиция, арестовав его, фактически спасла лоялиста от расправы со стороны ирландцев.
- О теракте был снят документальный фильм «Смерть на скале».